# 가야송
가야송(1990년 11월 13일~)은 대한민국의 가수이자 국악인이다.

## 방송
- 싱어프로젝트 1 (2019) - 9월 우승
- 내일은 미스트롯 2 (2020) - Top112

## 음반
- 싱어프로젝트 시즌1 (2019)

### 소리아밴드
- Eastern Angels Of Winter (2014)
- Heartbeat Of The Deepest Sea (2014)
- 어기야디여라차 (Aguiadiaracha) (2014)
- 진짜잔치 (Zincha Zanchi) (2014)
- A Song For You (2013)
- Deepest Sorrow (2011)
- Monsterious Story (2009)
- 신국악단 소리아 (2006)

## 공연
- 현의 노래 (2016)
- 별의 여인 선덕 (2017)